# Falcó mostatxut australià
El falcó mostatxut australià (Falco longipennis) és una espècie d'ocell rapinyaire de la família dels falcònids (Falconidae) que habita boscos clars, estepes i poblacions d'Austràlia i Tasmània. El seu estat de conservació es considera de risc mínim.